# 吉里口孵非鯽
吉里口孵非鯽，為輻鰭魚綱鱸形目隆頭魚亞目慈鯛科的其中一種，分布於非洲肯亞Jipe湖流域，體長可達30公分，棲息在湖泊水域，以藻類、植物為食，生活習性不明。